# Chinjufu Shōgun
Chinjufu-shōgun (鎮守府将軍 lit. «Comandante en Jefe del cuartel central de pacificación»?) fue un puesto militar en el Japón feudal. El Chinjufu shōgun estaba bajo las órdenes del seii-tai-shōgun (shōgun) y era el responsable de la «pacificación» de los habitantes de Ezo (los ainu) en lo que hoy constituye la parte norte de Honshū y Hokkaidō.
El puesto fue creado originalmente en el siglo VIII durante el período Nara y se creó un distrito militar llamado Chinjufu donde se estableció el área de autoridad del Chinjufu shōgun. Originalmente estuvo localizada en la fortaleza de Tagajō, en lo que hoy constituye la Prefectura de Miyagi. Para 801 su ubicación se movida hacia el norte después de varias victorias de Sakanoue no Tamuramaro. Una vez que se hubo conquistado toda la zona de Honshū, la nueva base en Azawajō fue controlada por varios clanes japoneses de la región. La base, junto con el distrito militar y la posición del Chinjufu shogun fue abandonada a comienzos de los años 1300.

## Lista deChinjufu shogun
- Ōno no Azumabito
- Sakanoue no Tamuramaro (758-811)
- Fujiwara no Toshihito
- Minamoto no Tsunemoto (894-961)
- Taira no Yoshimochi "Kunika" (?-935)
- Taira no Yoshimasa (?)
- Taira no Sadamori (?)
- Minamoto no Mitsunaka (912-997)
- Minamoto no Yorinobu (968-1048)
- Abe no Yoritoki
- Minamoto no Yoriyoshi (998-1082)
- Minamoto no Yoshiie (1041-1108)
- Minamoto no Yoshishige (1135-1202)
- Kitabatake Akiie (1318-1338)
- Ashikaga Takauji (1305-1358)